# Tramvajová trať Liberec–Rochlice
Tramvajová trať Liberec – Rochlice byla v provozu v letech 1899–1960. Je plánována výstavba nové trati v podobné relaci.

## Původní trať
Trať z dolního libereckého náměstí (později Gottwaldovo náměstí, dnes Soukenné náměstí, kde byla napojena na hlavní městské tratě) jižním směrem do obce, později liberecké části Rochlice na Poštovní náměstí byla uvedena do provozu na konci 19. století. Povolení ke stavbě trati nádraží – Rochlice bylo uděleno v roce 1897, stavba trati v trase z náměstí byla zahájena 3. června 1899 a 14. září 1899 (podle webu SPVD v září 1898) byl na trati zahájen provoz. Zpravidla po této trati jezdila linka, která pak pokračovala po trati do Růžodolu, dostavěné později, například při zavedení čísel linek v roce 1924 jezdila v takové trase linka č. 2. 
V roce 1944 byla v Rochlici zprovozněna nová měnírna. Téhož roku byla na náměstí v Liberci uvedena do provozu elektromagnetická výhybka.  
Trať byla zrušena společně s tratí do Růžodolu I, naposledy byly v provozu 31. října 1960 a do tří let bylo traťové zařízení odstraněno.
Provozní délka tratě činila 2,826 km.

## Nová trať
Obnovení tramvajové trati do Rochlice je stále aktivně plánováno, zejména kvůli vytíženosti linek hromadné dopravy na rochlickému sídlišti s asi 15 000 obyvateli. Již v roce 2006 měly tento projekt ve svém volebním programu pro komunální volby všechny významné politické strany. Přestože zvítězivší ODS dala v té době přednost jiným projektům, zejména sportovním areálům pro lyžařské MS v roce 2009, zastupitelstvo odsouhlasilo první variantu podoby trati. Ta by se u zastávky U Lomu oddělovala od modernizované liberecko–jablonecké trati a vedla by kolem sídliště Broumovská ulicemi Broumovskou a Krejčího. Cena se odhadovala asi na 700 milionů Kč. V témže roce primátor doufal, že by mohla být nová trať zprovozněna do roku 2011, o podobných termínech se psalo i v roce 2008.
Projednávána byla také druhá varianta, která by kopírovala trasu autobusové linky č. 12 od stanice Rybníček kolem krajského úřadu, přemostěním Nisy a podjezdem křižovatky na třídu Dr. Milady Horákové (zastávka Košická) a dále po její levé straně náspem k zastávce U Močálu, od zastávky Dobiášova pak samostatným dopravním pásem po pravé straně třídy Dobiášova až ke smyčce Zelené údolí. Tuto variantu zastupitelstvo města bez provedení srovnávací studie odmítlo.
Dopravní podnik nechal vypracovat i studii tříkilometrového pokračování tratě po mostě přes údolí Nisy a silnici I/14 ulicí Českou až k Makru ve Vesci, výhledově do Doubí.
Původně se počítalo s tím, že na ploše bývalého podniku Textilana vybuduje soukromý investor obchodně-zábavní centrum Promenáda a v jeho rámci zaplatí i přeložku tramvajové trati. Od projektu však v roce 2007 ustoupil a přeložku tak muselo město budovat na své náklady. V roce 2008 byla v rámci tzv. nulté etapy za 40 milionů Kč přestavěna tramvajová smyčka v terminálu MHD Fügnerova, k čemuž bylo město motivováno pořádáním MS v lyžování v roce 2009. V dubnu 2008 vedení města uvažovalo o nabídce společnosti Involar na údajně výhodný úvěr od nebankovní společnosti IBC Valor GmbH, a to ve výši odpovídající asi 312 milionů Kč, jako pojistce pro případ, že by město nedostalo evropskou ani státní dotaci.
V červnu 2009 začala rekonstrukce stávající meziměstské trati v úseku Fügnerova – Mlýnská – Klicperova – Textilana – Jablonecká – U Lomu, která zahrnovala zdvojkolejnění a zdvojrozchodnění stávající jednokolejné trati s rozchodem 1000 mm (nově má i normální rozchod 1435 mm). Z finančních důvodů však ve výstavbě nové trati ze zastávky U Lomu pokračováno nebylo.
V komunálních volbách v roce 2018 se toto téma také objevilo v programech některých stran, po volbách nové složení zastupitelstva pokračování v projektu schválilo. V plánu však nyní byla druhá varianta, která se vyhýbá terminálu Fügnerova a zároveň umožňuje návaznost linek od nádraží nebo od Vratislavic. Cena se odhadovala mezi 650 a 800 miliony Kč, někteří zastupitelé však vyjádřili obavy z finančního zabezpečení projektu.